# Melitaea tusca
Melitaea tusca är en fjärilsart som beskrevs av Ruggero Verity 1919. Melitaea tusca ingår i släktet Melitaea och familjen praktfjärilar. Inga underarter finns listade i Catalogue of Life.